# Sả mỏ đen
Sả mỏ đen (danh pháp khoa học: Pelargopsis melanorhyncha) là một loài chim thuộc họ Sả. Đây là loài đặc hữu của Indonesia.
Môi trường sinh sống tự nhiên của nó là rừng đước nhiệt đới và cận nhiệt đới.